# Corallocarpus schinzii
Corallocarpus schinzii är en gurkväxtart som beskrevs av Célestin Alfred Cogniaux och Schinz.. Corallocarpus schinzii ingår i släktet Corallocarpus, och familjen gurkväxter. Inga underarter finns listade i Catalogue of Life.